# Mass-Observation
Pour les articles homonymes, voir Masse (homonymie).

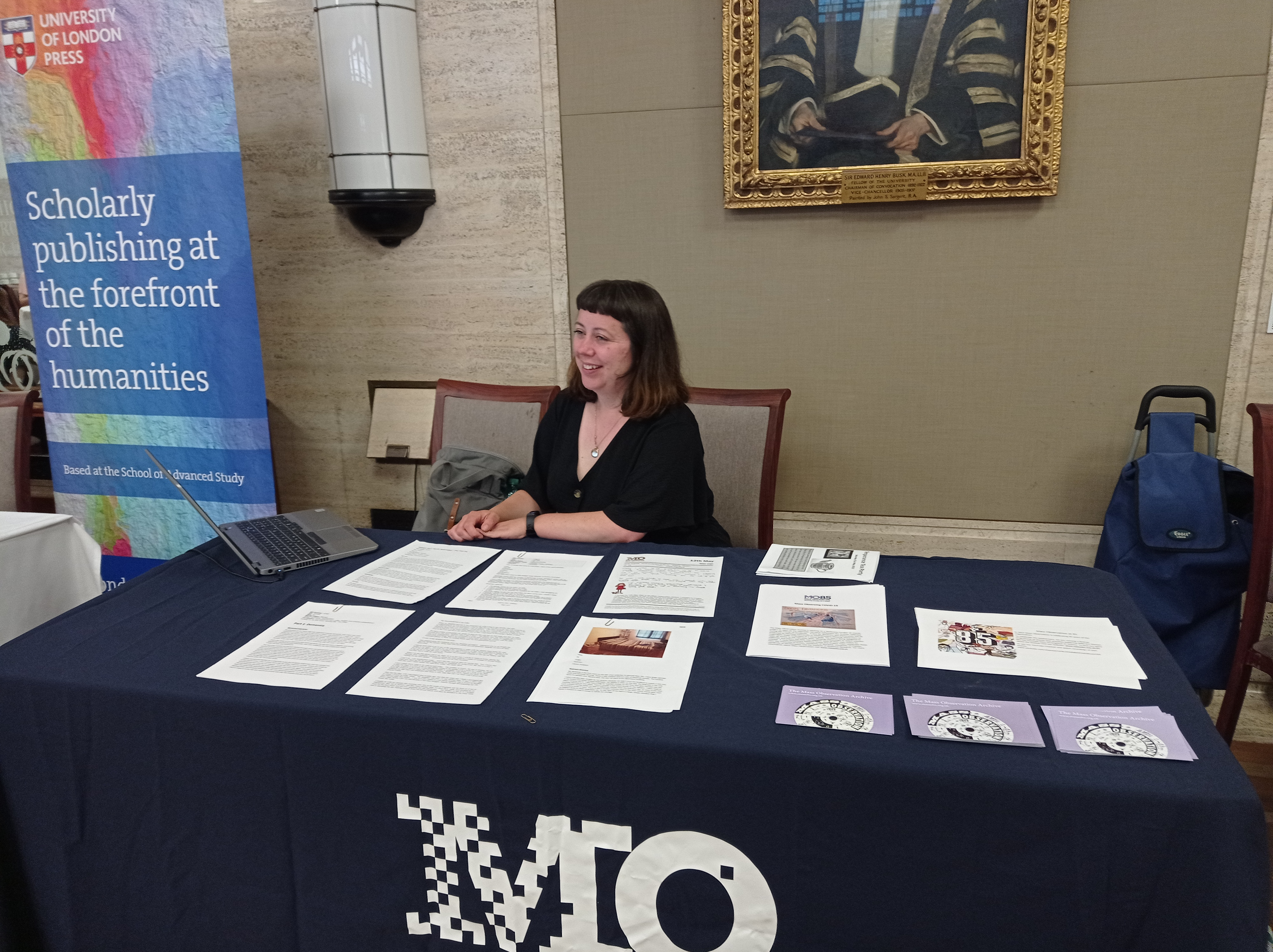
L'organisme à History Past, le 15 juillet 2022.

Mass-Observation (MO) est le nom d'un organisme britannique de recherches en sociologie des comportements fondé en 1937. Actif jusqu'en 1966, il est relancé en 1981 par l’Université du Sussex qui possède d'ailleurs l'ensemble des archives.

## Histoire
Les initiateurs du projet d'étude Mass-Observation sont l'anthropologue Tom Harrisson, le poète Charles Madge et le documentariste Humphrey Jennings.
Concrètement, un panel de 500 volontaires en moyenne, pris dans la population, choisissait de tenir un journal intime et de répondre à une série de questions (fermées et ouvertes), documents qui étaient ensuite transmis, sous le couvert de l'anonymat, au siège du Mass-Observation (Londres) pour y être analysés. Cet organisme envoyait également des personnels pour enregistrer de manière confidentielle toute sorte de conversations prises dans différents lieux publics (pubs, meeting sportifs, magasins, etc.).

## Travaux publiés
- Charles Madge (texte) et Humphrey Jennings (photographies), May the Twelfth, Mass-Observation Day-Surveys 1937, by over two hundred observers, Londres, Faber and Faber, 1937, reprint en 1987  (ISBN 978-0571148721).
- Sous la direction de Charles Madge et Tom Harrisson :
  - Mass-Observation, coll. « Pamphlet n°1 », Londres, Frederick Muller Ltd, 1937.
  - First Year's Work, Londres, Lindsay Drummond Ltd, 1938.
  - Britain, coll. « A Penguin Special », Harmondsworth, Penguin Books, 1939, rééd. Faber & Faber, 2009,  (ISBN 978-0571250318).
- Sous le nom de Mass-Observation (collectif) :
  - War Begins at Home, Londres, Chatto & Windus Ltd, 1940.
  - The Pub and the People. A Worktown Study, Londres, Gollancz, 1943, rééd. Faber & Faber, 2015,  (ISBN 978-0571250950).

## Le MO dans les représentations
- 2005 : Our Hidden Lives de Michael Samuels, d'après Simon Garfield, fiction, BBC Four[3].
- 2006 : Housewife, 49 (en), pilote produit par ITV[4].